# طبقة الاهتراء (طرق)
طبقة الاهتراء أو الطبقة السطحية (بالإنجليزية: Wearing course)‏ هي أعلى طبقة في بنية الطريق وعنها ينتج سطح الطريق وتستقر فوق طبقة الأساس وتكون أما من الأسفلت في حالة الرصف اللين أو من الخرسانة في حالة الرصف الصلب وعادة تكون سماكتها قليلة بالنسبة لبقية الطبقات المكونة للطريق. وتكون مواد هذه الطبقة ذات مواصفات عالية لكي تتحمل الإجهادات الناتجة عن حركة المرور والعوامل الجوية (الحرارة والمطر والصقيع و...) ويجري صيانة وتجديد هذه الطبقة باستمرار.

## وظيفة هذه الطبقة
1. تأمين الراحة لمستخدم الطريق بإعطاءه سطحاً مستوياً.
2. المحافظة على الأمان من الانزلاق لمستخدم الطريق طوال السنة من خلال تأمين تماسك جيد بين الإطار المطاطي وسطح الطريق وحتى أثناء المشي.
3. منع تسرب المياه إلى بنية الطريق التي تؤدي إلى تخريبه.

## العوامل المؤثرة
يجب على هذه الطبقة أن تقاوم:
1. الإجهادات الناظمية التي تنشأ على سطح التماس بين الإطار المطاطي وسطح الطريق وتبلغ شدتها الأعظمية عند مرور الشاحنات. وعادة يعتبر ضغط نفخ الإطار يكافئ الإجهاد الناظمي الوسطي.
2. الإجهادات المماسية تنشأ على سطح الطريق أثناء سير المركبات وتبلغ شدتها الأعظمية عند الإقلاع والفرملة وأيضاً عند المنعطفات وتزداد مع زيادة حدة المنعطف. وتبلغ قيمتها حوالي 0.5 - 2 مرة من ضغط نفخ الإطار المطاطي وفي حالات الإقلاع أو الفرملة اللحظية ممكن أن تصل إلى خمسة أضعاف.
3. الاهتراء الناتج عن الاحتكاك بين الإطار المطاطي وسطح الطريق مع الإجهادات المماسية، تؤدي إلى اقتلاع المواد الحصوية من سطح الطريق.
4. الجهود الحرارية الناتجة عن تغييرات درجة الحرارة اليومية السنوية.